# Raymond (Ohio)
Raymond é um lugar designado pelo censo localizado no condado de Union no estado estadounidense de Ohio. No Censo de 2010 tinha uma população de 257 habitantes e uma densidade populacional de 76,57 pessoas por km².

## Geografia
Raymond encontra-se localizado nas coordenadas 40° 20′ 26″ N, 83° 28′ 06″ O. Segundo o Departamento do Censo dos Estados Unidos, Raymond tem uma superfície total de 3.36 km², da qual 3.29 km² correspondem a terra firme e (2.08%) 0.07 km² é água.

## Demografia
Segundo o censo de 2010, tinha 257 pessoas residindo em Raymond. A densidade populacional era de 76,57 hab./km². Dos 257 habitantes, Raymond estava composto pelo 98.83% brancos, 1.17% eram afroamericanos, 0% eram amerindios, 0% eram asiáticos, 0% eram insulares do Pacífico, 0% eram de outras raças e 0% pertenciam a duas ou mais raças. Do total da população 0% eram hispanos ou latinos de qualquer raça.